# Prehistorie in China

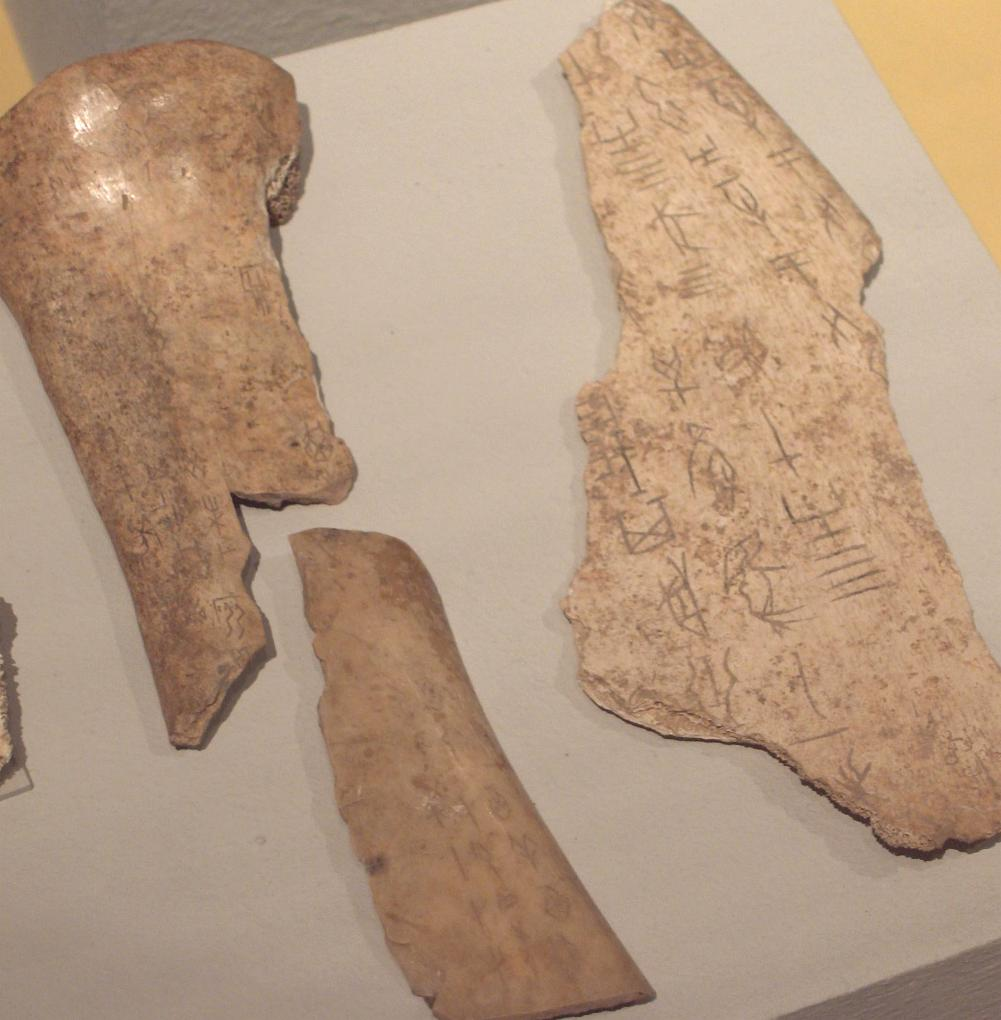
Orakelbotten uit de Shang-dynastie

De prehistorie in China begint volgens de gangbare betekenis van het begrip prehistorie met de eerste menselijke bewoning en duurt tot het moment dat schriftelijke bronnen uit die tijd beschikbaar zijn.

## Het begrip 'Chinese prehistorie'

### Vloeiende periodebegrenzing
De gangbare betekenis van het begrip prehistorie leidt voor China tot een vloeiende periodebegrenzing. De oudste Chinese schriftelijke bronnen dateren van de 13e eeuw v.Chr. Zij bestrijken slechts het laatste gedeelte van de periode die traditioneel geldt voor de Shang-dynastie en zijn geografisch beperkt tot Yinxu, het gebied rond het huidige Anyang. Dat was het religieuze en mogelijk ook politieke centrum van de laatste drie eeuwen van de Shang-dynastie. De inhoud van de gevonden schriftelijke bronnen is beperkt tot korte mededelingen op bronzen vaten en op orakelbotten in de vorm van schouderbladen van runderen en buikschilden van zoetwaterschildpadden. Nog steeds zijn niet alle karakters ontcijferd. Dit geldt met name voor geografische benamingen of namen van stammen en volkeren. Zo blijft men, ondanks de vondst van schriftelijke bronnen, ook voor de periode na 1300 v.Chr., afhankelijk van archeologisch onderzoek. Dit geldt zeker voor die gebieden waar geen schriftelijke bronnen zijn gevonden, maar blijft door de aard van de schriftelijke bronnen ook gelden voor Yinxu zelf. Alleen zo kan een historisch beeld worden opgebouwd dat niet wordt beïnvloed door de kijk op de geschiedenis uit de tientallen eeuwen later samengestelde historische bronnen. Deze situatie loopt door tot ongeveer 200 v.Chr. Pas vanaf dat moment kunnen contemporaine schriftelijke bronnen en archeologische vondsten met zekerheid aan elkaar worden gekoppeld.

### Wisselwerking tussen archeologie en traditie
Er bestaat een wisselwerking tussen (Chinese) archeologie en de Chinese historische traditie. Hoewel er geen schriftelijke bronnen uit de tijd voor 1300 v.Chr. beschikbaar zijn, werd er in China wel voortdurend over de betreffende periode geschreven. Tijdens de late Zhoutijd en onder de Handynastie werden die werken gecodificeerd. Zo ontstonden historische werken over de oudste geschiedenis die bestonden uit overgeleverde gebeurtenissen (die al dan niet werkelijk hadden plaatsgevonden) en causaal met elkaar verbonden werden. Die historische werken werden voortdurend van commentaar voorzien, zodat ze konden blijven dienen als voorbeeld voor functionarissen van dat moment. Zij werden zo bepalend voor het beeld dat men in China over de eigen oudste geschiedenis had.
Na de val van het Keizerrijk in 1912 raakte men binnen China verdeeld over de betrouwbaarheid van die bronnen voor de oudste Chinese geschiedenis. Onder invloed van het aan het begin van de 20e eeuw met behulp van westerse technieken begonnen archeologisch onderzoek ontstond er in China een richtingenstrijd tussen een "School van het Geloof in de Oudheid" (xingupai, 信古派) en een veel sceptischer "School van de Twijfel aan de Oudheid" (yigupai, 疑古派), begonnen door Gu Jiegang. De opgravingen van Yinxu bevestigden het bestaan van de Shang-dynastie. De overgeleverde lijst van koningen werd tot dat moment als een mythe beschouwd, zowel door westerse wetenschappers als door de groep historici rond Gu Jiegang. Wat volgde was een omslag over het denken over de Chinese tradities. Binnen China werd het 'Geloof in de Oudheid' weer sterker. Ook westerse historici sloten de mogelijkheid niet meer uit dat, net als bij de Shang, ook het bestaan van de Xia archeologisch kon worden aangetoond. Men bleef echter twijfelen aan de historiciteit van de periode van de Drie Verhevenen en de Vijf Keizers, die vooraf zou zijn gegaan aan de Xia-dynastie. Chinese historici daarentegen blijven ook wat betreft die periode uitgaan van een primaat van de traditionele schriftelijke bronnen. Zij leggen die periode uit als een geschiedenis van clanleiders en de periode van de 'tienduizend staten' (萬國, wan guo). Deze term werd in de traditionele geschiedschrijving gebruikt als omschrijving van de in (ommuurde) dorpen geordende agrarische gemeenschappen van centraal China gedurende de periode van de Vijf Oerkeizers en zou archeologisch gezien samenvallen met de Longshancultuur. Hier lagen volgens hen dan ook de wortels van de Xia-, Shang- en Zhoudynastie.

### Unieke positie van de Centrale Vlakte
Alle gebeurtenissen uit de mythische tijd hadden volgens de traditionele Chinese historiografie plaatsgevonden in de Centrale Vlakte, de Zhongyuan. Dit was de vallei van de Gele Rivier in noordwest Henan en zuidwest Shanxi en het dal van de Weirivier in Shaanxi. Volgens de traditionele visie had de Chinese beschaving zich vanuit dit gebied verspreid naar de andere delen van China, die tot dat moment geen noemenswaardige beschaving hadden (center-to-periphery diffusion). De ontdekking van de Yangshaocultuur rond 1920 leek dit de unieke rol van de 'Centrale Vlakte' te bevestigen. Toen begin jaren dertig de Longshancultuur in het oostelijk kustgebied van Shandong werd ontdekt, werd deze opvatting enigszins aangepast. De historicus Fu Sinian (傅斯年, 1896-1950) ontwikkelde "de hypothese van de Yi in het oosten en de Xia in het westen" (Yi Xia dongxi shuo, 夷夏東西說). Hierin werd de oudste Chinese bevolking verdeeld in twee groepen, de oostelijke (Dong)Yi groep en de westelijke Huaxia. Deze theorie werd verder uitgewerkt door Liang Siyong (梁思永, 1904-1954). De Yangshaocultuur zou zijn ontwikkeld door de westelijke Xia en de Longshancultuur door de oostelijke (Dong)Yi. Dit bleef tot in de jaren 1950 het geldende model voor de Chinese prehistorie en werd gevolgd door zowel Chinese als westerse historici.
Rond 1960 kwam uit onderzoek naar voren dat de Longshancultuur niet naast de Yangshaocultuur had bestaan, maar daaruit was voortgekomen. Toen werd door K.C. Chang, auteur van het (nog steeds) invloedrijke handboek The Archaeology of Ancient China, de "theorie van het kerngebied" (nuclear area hypothesis) ontwikkeld. De Yangshaocultuur was de oudste Chinese cultuur en was ontstaan in de Centrale Vlakte. Uit die cultuur ontwikkelde zich de Longshancultuur, die zich vervolgens naar het oostelijk kustgebied verspreidde. De 'Centrale Vlakte' behield ook binnen deze theorie haar unieke positie.

### Regionale systemen en culturele categorieën
Toen vanaf de jaren 1970 (vaak toevallig) steeds meer artefacten werden gevonden in gebieden buiten de 'Centrale Vlakte', bleek de unieke positie van de 'Centrale Vlakte' onhoudbaar. Zo waren veel gevonden voorwerpen ouder dan die afkomstig van de 'Centrale Vlakte'. Verder waren zij vaak kwalitatief beter of weken artistiek volledig af van de vondsten uit de Vlakte. Dit geldt bijvoorbeeld voor de jaden voorwerpen van de Hongshancultuur in het huidige Binnen-Mongolië en zeker voor de bronzen artefacten van Sanxingdui in het huidige Sichuan. In 1981 werd de theorie van het kerngebied dan ook verlaten. Toen publiceerde Su Bingqi (蘇秉琦, 1909-1997) de hypothese van de "de regionale systemen en de culturele categorieën" (quxi leixing, 區系類型). Hij onderscheidde daarbij zes regionale systemen: de 'Centrale Vlakte' (centraal Shaanxi, zuidelijk Shanxi en westelijk Henan), een noordelijke regio (het Yangebergte en het gebied rond de Chinese Muur), een oostelijke regio (Shandong), een zuidoostelijke regio (rond het Taimeer), een zuidwestelijke regio (rond het Dongtingmeer) en een zuidelijke regio (tussen het Dongtingmeer en de Parelrivier). Elke regio werd weer onderverdeeld in een aantal culturele subsystemen, de leixing. Weliswaar bleef de 'Centrale Vlakte' voor de ontwikkeling van de Chinese cultuur belangrijk, maar in de nieuwe theorie werd niet meer gesproken van een uitsluitende, eenzijdige beïnvloeding richting randgebieden. Regionale culturen hadden zich langs eigen wegen ontwikkeld, met specifiek voor die culturen geldende kenmerken. Wel bleef er sprake van beïnvloeding, maar die was wederzijds. Daarbij waren de contacten tussen de regionale culturen onderling zeker zo belangrijk als die met de Centrale Vlakte. Su Bingqi vergeleek zijn theorie in 1999 met "een met sterren bezaaide hemel" (mantian xingdou, 满天星斗). De latere Chinese beschaving was het resultaat van een voortdurende wisselwerking tussen een aantal gelijkwaardige regionale culturen. K.C. Chang bouwde hierop voort door in 1986 het begrip Chinese interaction sphere te introduceren. Volgens hem hadden de belangrijkste regionale culturen elkaar dusdanig beïnvloed dat er rond 3000 v.Chr. een culturele eenheid was ontstaan. Die eenheid vormde het begin van wat hij de Chinese cultuur noemde.

### Sinocentrisme
Binnen de Chinese archeologie is nog steeds een sterke vorm van sinocentrisme aanwezig. Zo blijft men culturele beïnvloeding afkomstig van buiten China zien als "niet-relevant". Met China wordt dan het gebied binnen de landsgrenzen van de Qing-dynastie bedoeld, toen China zijn grootste omvang had. Hoewel bijvoorbeeld Charles Higham aangetoond heeft dat de prehistorische culturen van Zuid-China en die van het vasteland van Zuidoost-Azië één geheel vormden, blijft men in China de neolithische en bronstijdculturen van Zuid-China nog steeds geïsoleerd bestuderen. Hetzelfde geldt voor de ontwikkeling van de strijdwagen of voor culturen gedragen door sprekers van Indo-Europese talen in Sinkiang, het uiterste westen van het huidige China.
Voor deze nationalistische houding kunnen twee oorzaken worden aangegeven. Het was allereerst een reactie op een opvatting die tussen 16e en de eerste helft van de 20e eeuw bij veel westerse geleerden had bestaan. Zij waren van mening dat de belangrijkste elementen van de Chinese beschaving eenvoudigweg niet uit China zelf afkomstig konden zijn. Landbouw, metaalbewerking, aardewerk, astronomie of het schrift waren ontstaan in het oude Egypte, Mesopotamië of het oude India. Pas na de Tweede Wereldoorlog werd dit standpunt verlaten. Dit kwam door ideologische factoren zoals de ingezette dekolonisatie, maar vooral doordat de visie zelf door feitelijke archeologische vondsten volledig was achterhaald. De tweede oorzaak is een probleem waar de archeologie als wetenschap in veel landen mee wordt geconfronteerd. Bijna overal wordt de archeologie met staatsmiddelen gefinancierd. Omdat de archeologie veel ruimte laat voor interpretaties, kunnen er onder die staatsinvloed binnen de archeologie opvattingen ontstaan met een nationalistische ondertoon. Zo kreeg in de Volksrepubliek de archeologie impliciet de opdracht de met de huidige staat verbonden cultuur te verklaren, waarbij sinds 1949 als extra randvoorwaarde het schema van het historisch materialisme gold.
Pas in de jaren 1990 ontstond voorzichtig een nuancering. Zo schreef An Zhimin (安治敏, *1924), archeoloog uit de Chinese Volksrepubliek en specialist op het terrein van de prehistorie van Sinkiang in 1993 dat kennis van het koper en brons China had bereikt via het Tarimbekken vanuit een "verder weg gelegen westen (further west, zie in dit verband ook de Xemirxekcultuur). Dit was een eerste erkenning vanuit de Volksrepubliek dat elementen van de Chinese cultuur weleens afkomstig konden zijn van buiten China.

## Vroege mensapen

### Lufengpithecus
De oudste in China gevonden fossielen van hominiden stammen uit het Mioceen en zijn zeven tot acht miljoen jaar oud. Het gaat om een gedeeltelijke onderkaak met enkele zwaarbeschadigde tanden en kiezen van een mensaap, in 1947-1948 gevonden bij het dorp Longjiagou in het district Wudu van de huidige provincie Gansu. Dit fossiel werd echter pas voor het eerst beschreven in 1988 en is toen geclassificeerd als Dryopithecus wuduensis, een nieuwe soort binnen het geslacht Dryopithecus.
In 1957 werd uit de kolenmijn van Xialongtan in het district Kaiyuan (huidige provincie Yunnan) de vondst vermeld van een aantal fossiele tanden uit het laat-Mioceen. Omdat er verschillen waren tussen deze tanden en die van de toen bekende Dryopithecus punjabicus, werden zij oorspronkelijk toegeschreven aan Dryopithecus keiyuanensis, een nieuwe soort binnen Dryopithecus, maar werden in 1965 opnieuw geclassificeerd, nu als Sivapithecus. Deze aap wordt beschouwd als een voorouder van de orang-oetan.
Eind jaren 1970 werden bij Shihuiba in het district Lufeng van de Autonome Yi Prefectuur Chuxiong, eveneens in Yunnan honderden fossiele tanden, onder- en bovenkaken gevonden, samen met en een complete maar geplette schedel. De grote kaakbotten en de schedel werden toegeschreven aan een nieuwe soort binnen het geslacht Sivapithecus, de Sivapithecus yunnanensis. De kleinere kaakbeenderen zouden toebehoren aan de Ramapithecus lufengensis, een nieuwe soort binnen het geslacht Ramapithicus. Ramapithecus werd op dat moment gezien als een gemeenschappelijke voorouder van apen en mensen. Die theorie werd later herzien; vanaf 1998 wordt Ramapithecus beschouwd als de vrouwelijke verschijningsvorm van Sivapithecus, omdat er binnen Sivapithecus sprake zou zijn van extreme seksuele dimorfie. De bij Lufeng gevonden fossielen weken af van in de Siwaliks gevonden Sivapithecus-restanten, zodat de Chinese vondst bij Shihuiba in 1987 een eigen geslachtsnaam kreeg binnen de nieuwe geslachtengroep Lufengpithecini, namelijk Lufengpithecus, met als soortnaam Lufengpithecus lufengensis. Tegelijkertijd werden ook de in 1957 in Kaiyuan gevonden fossielen opnieuw geclassificeerd, nu als Lufengpithecus keiyuanensis, eveneens een nieuwe soort binnen het geslacht Lufengpithecus.
In de jaren 1980 en 1990 werden fossielen opgegraven bij Hudieliangzi in het district Yuanmou binnen de Autonome Yi Prefectuur Chuxiong in de provincie Yunnan, 100 km ten noorden van Lufeng. De vondst bestond uit 1500 fossiele tanden, 20 onder- en bovenkaken en de complete schedel van een nog niet volwassen mensaap. Deze Yuanmou-hominidae werden oorspronkelijk geclassificeerd als twee nieuwe soorten, Ramapithecus hudienensis en Homo orientalis. Met uitzondering van de schedel werden zij in 1987 tot één soort verenigd, Lufengpithecus hudiensis, te beschouwen als een zustersoort van Lufengpithecus lufengensis. De schedel uit de Yuanmou-vondst zou het voorbeeldtype moeten worden van een nieuwe soort, Lufengpithecus yuanmouensis. Zolang de Yuanmou-vondsten nog niet voldoende zijn beschreven, wordt Lufengpithecus yuanmouensis echter beschouwd als een juniorsynoniem voor Lufengpithecus hudienensis, zodat Lufengpithecus uit Yunnan kan worden onderverdeeld in drie soorten.
De naamswijziging naar Lufengpithecus heeft een discussie losgemaakt over de fylogenetische positie van het geslacht Lufengpithecus. Als Lufengpithecus (net als Sivapithecus) wordt gerekend tot de onderfamilie der Ponginae, zijn zij volgens deze taxonomie voorouders van de orang-oetan en niet van de mens. Daarentegen stellen Chinese wetenschappers dat Lufengpithecus een gemeenschappelijke voorouder van apen en mensen is geweest en daarmee wel tot een directe voorouder van de mens moet worden gerekend. Deze stellingname vormde het begin van een in China nog steeds actuele discussie over een eigen rol die China bij het ontstaan, de evolutie en de verspreiding van de mensheid zou kunnen hebben gespeeld.

### Giganthopithecus
Uit het vroege pleistoceen zijn fossielen gevonden van een reuzenaap, Gigantopithecus blacki. Deze hominoide was nauw verwant aan de Sivapithecus. Net als Sivapithecus (en Lufengpithecus) wordt ook het geslacht Giganthopithecus beschouwd als een onderfamilie van de Ponginae en daarmee een voorouder van de orang-oetan. De Chinese paleontoloog Zhang Yinyun (张银运) stelde dat de reuzenaap tegelijkertijd had geleefd met Homo erectus. Deze stelling veroorzaakte een nieuwe discussie, nu over het eerste verschijnen van Homo erectus in China en daarmee over de begindatum van het paleolithicum.

## Paleolithicum

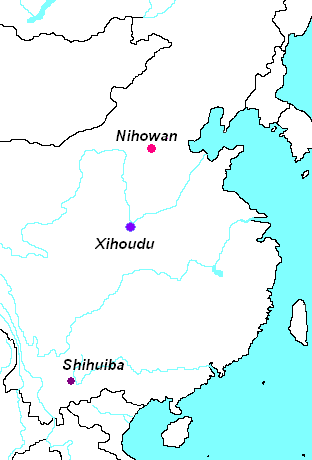
Paleoantropologische en paleolithische vindplaatsen uit het Mioceen en het vroege Pleistoceen.

Net als bij de discussie over de positie van Lufengpithecus zien Chinese wetenschappers ook bij het eerste verschijnen van Homo erectus een mogelijke eigen rol van China. Belangrijk hierbij zijn de (omstreden) dateringen van de zogenaamde Wushanmens, gevonden in de grot Longgupo in het district Wushan van de huidige stadsprovincie Chongqing. Deze resten worden tegenwoordig echter gezien als behorend tot een uitgestorven niet-mensachtige aap. Ook de vondst van artefacten in de grot Renzidong in het district Fanchang van de huidige provincie Anhui en de extreem vroege datering van de Jianshimens, gevonden in de grot Longgudong te Gaoping in het district Jianshi van de huidige provincie Hubei zijn hier van belang. Al deze vondsten werden in eerste instantie ouder geschat dan twee miljoen jaar, en aangevoerd als bewijs dat er al mensachtigen in Oost-Azië voorkwamen nog voordat Homo erectus dat gebied had bereikt.

### Epipaleolithicum

#### Veranderingen in het klimaat en de natuurlijke omgeving

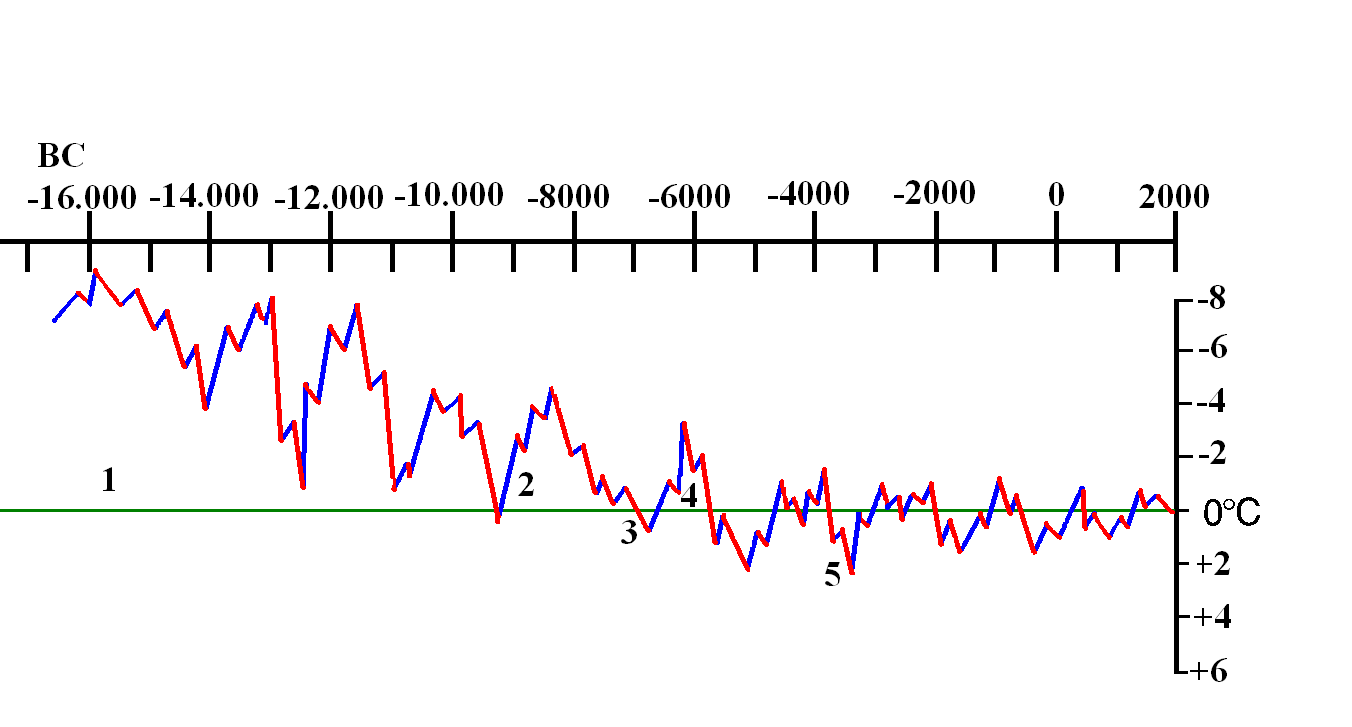
Veranderingen in de gemiddelde temperatuur van Oost-China gedurende het Holoceen. Temperatuurschaal loopt van koud naar warm. Temperatuurdaling in blauw, stijging in rood.
Betekenis cijfers:
1 = Maximum laatste Glaciaal
2 = Jonge Dryas
3 = Holoceen Optimum
4 = 'de 8k2 gebeurtenis'
5 = Maximum Midden Holoceen

Rond 14.000 v. Chr eindigde voor China het Dali Glaciaal (vergelijkbaar met het Würm Glaciaal). De zeespiegel lag op dat moment 110 meter onder het huidige niveau. Japan en Taiwan waren daardoor, net als Sumatra, Java en Borneo verbonden met het vasteland van Azië. Tot 13.000 v.Chr. was het klimaat bijzonder koud. Tussen 11.150 en 10.400 v.Chr. steeg de gemiddelde temperatuur met 7 °C. Door het smeltwater afkomstig van de gletsjers steeg de zeespiegel zeer snel. Bij de overgang van het Pleistoceen naar het Holoceen, tussen 10.000 en 8.000 v.Chr., was het verschil met het huidige niveau nog maar 18 meter, rond 5000 werd het huidige niveau bereikt. Tussen 4000 en 3000 steeg de zeespiegel nog eens vier tot vijf meter, daarna trad een daling in. Ongeveer 200 jaar geleden werd opnieuw het huidige niveau bereikt.
Ondanks de snelle temperatuurstijging was het klimaat 10.000 v.Chr. nog steeds kouder en droger dan nu. Het lössgebied van de centraal Chinese vlakte kende een steppe-achtige vegetatie, die bestond uit droogtebestendige heesters, kruidachtigen en grassen. De fauna was van het elaphus-ultima-type, waaronder wilde paarden (przewalskipaard), wilde ezels (equus hemionus), wilde waterbuffels (bubalus wansjocki) en oerossen (bos primigenius). Verder waren er verschillende soorten herten, zoals het reuzenhert (megaloceros ordosianus), Axishert (Cervus hortulorum), edelhert (Cervus elaphus of roodwild) en przewalskigazelle (Procapra przewalskii). Ook het dal van de Jangtsekiang was kouder en droger dan nu. De vegetatie bestond uit naaldbomen en kruidachtigen, de fauna was vergelijkbaar met die van het löss-gebied.

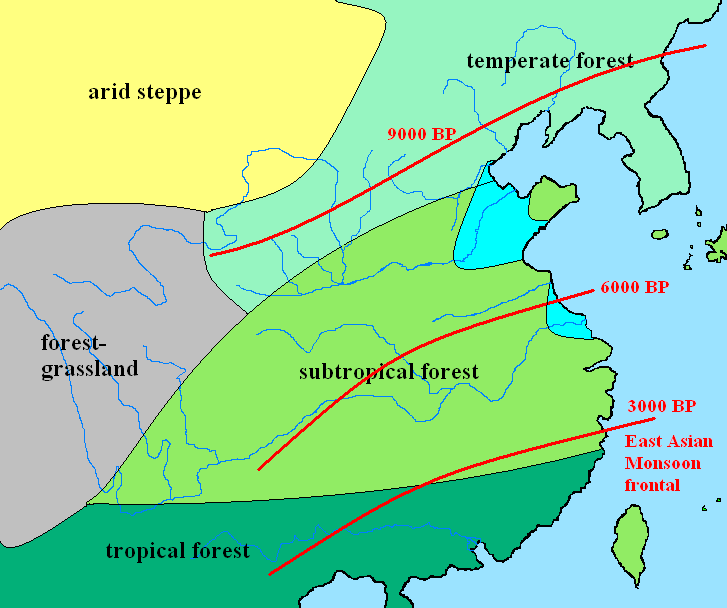
Vegetatie in Oost-China, 4000 v.Chr. en de zuidwaartse verschuiving van het front van de Zuidoost- (Oost-Aziatische) moesson (wind) resp. 7000, 4000 en 1000 v.Chr.

Na een koudeperiode rond 9000 v.Chr., die in de geologie bekendstaat als de Jonge Dryas, steeg de gemiddelde temperatuur relatief snel en ontstond een klimaat dat aanzienlijk warmer en natter was dan nu. De Oost-Aziatische moesson verschoof naar het noorden en zorgde tot in Mantsjoerije en Korea voor veel neerslag. De lösszone en het dal van de Gele Rivier veranderde in een gemengd bosgebied van zomergroen loofwoud en naaldbomen. De flora van het dal van de Yangzi werd subtropisch. Ook de fauna van beide gebieden veranderde. Er kwamen dieren die hoorden bij een warmer en vochtiger klimaat, zoals de bamboerat, de Chinese waterree, de waterbuffel, Chinese tijger, het Pater-Davidshert en de Chinese alligator. De kustlijn lag veel meer naar het westen, het huidige schiereiland Shandong was een eiland. De Gele Rivier kwam in het huidige centrale deel van Henan uit in de Gele Zee. Door de slibafzettingen van die rivier ontstond allengs een alluviale vlakte, die in het begin nog zeer drassig was. De middenloop van de Yangzi veranderde in een breed gebied van meren, moerassen en hoger gelegen bossen.
Dit 'holoceenoptimum' werd rond 6200 v.Chr. kort onderbroken door de '8k2 gebeurtenis', waarbij de temperatuur over de hele wereld enkele graden daalde. Het warme, vochtige klimaat herstelde zich echter snel. Nadat de moesson zich vanaf 4000 v. Chr. steeds verder in zuidelijke richting had verplaatst, begon rond 3000 v.Chr. vrij abrupt een koelere periode, die doorliep tot ongeveer 750 v.Chr.

## Neolithicum
Neolithische vindplaatsen moeten aan één of meer van de volgende vijf kenmerken voldoen: aanwezigheid van aardewerk, van geschuurde of gepolijste stenen werktuigen, een vaste woonplaats, verbouw van gewassen of het houden van dieren. Het begrip 'neolithisch' kreeg daarmee in China een ruimere betekenis dan in het westen. Men deed dit omdat de genoemde kenmerken zich in de diverse regio's in een van elkaar afwijkende volgorde ontwikkelden. Hierdoor bestaan er voor aanduidingen van deelperiodes binnen het neolithicum verschillen tussen westerse publicaties over China en die uit China zelf.

## Bronstijd
De bronstijd in China begon met de introductie van bronstechnologie door nomadische krijgervolken uit Centraal-Azië. Ze werd in Gansu en Yunnan overgenomen door plaatselijke sedentaire bevolkingsgroepen.
Prehistorie · Oudheid · Keizerrijk · Republiek · Volksrepubliek